# Konstantin Panczenko
Konstantin Pawłowicz Panczenko (ros. Константин Павлович Панченко, ur. 1 września 1919 we wsi Szyrokij Bujerak w obwodzie saratowskim, zm. 25 stycznia 1979 w Saratowie) – radziecki lotnik wojskowy w stopniu starszego porucznika (później kapitana rezerwy) i Bohater Związku Radzieckiego (1945).

## Życiorys
Skończył 9 klas szkoły średniej, pracował jako elektrotechnik w saratowskim zakładzie remontu statków i jednocześnie uczył się w aeroklubie. W 1939 ochotniczo wstąpił do wojskowej szkoły lotniczej w Saratowie, skąd później przeniesiono go do tockiej wojskowej szkoły lotniczej, którą ukończył w listopadzie 1941. Od lutego 1942 do końca wojny walczył w składzie kolejno 1, 2 i 8 Armii Powietrznej na Froncie Kalinińskim, Zachodnim, 1 i 4 Ukraińskim. Brał udział w walkach pod Rżewem i Wiaźmą, w bitwie pod Kurskiem, wyzwalaniu Ukrainy i Polski jako dowódca eskadry 565 pułku lotnictwa szturmowego 224 Dywizji Lotnictwa Szturmowego w stopniu starszego porucznika. W 1942 został lekko ranny, a w 1943 uległ ciężkiemu poparzeniu. W 1946 został zwolniony z armii, później otrzymał stopień kapitana rezerwy.

## Odznaczenia
- Złota Gwiazda Bohatera Związku Radzieckiego (23 lutego 1945)
- Order Lenina (23 lutego 1945)
- Order Czerwonego Sztandaru (dwukrotnie, 1943 i 1944)
- Order Wojny Ojczyźnianej I klasy (1944)
- Order Czerwonej Gwiazdy (1943)
- Medal „Za wyzwolenie Warszawy”

I inne.